# New York Pro Championship
Il New York Pro Championship è una competizione di culturismo internazionale, oltre che una separata competizione di fitness e figure. Prima del 2005, la competizione di bodybuilding era conosciuta con il nome Night of Champions. Le competizioni di fitness e figure si sono tenute sotto il nome di New York Pro rispettivamente dal 2002 e dal 2003. Queste gare sono organizzati come eventi del tutto separati, e in date diverse dalla competizione di bodybuilding.

## Vincitori
| Anno | Bodybuilding maschile    | Bodybuilding femminile   | Fitness           | Figure             |
| ---- | ------------------------ | ------------------------ | ----------------- | ------------------ |
| 2002 | -- Night of Champions -- | -- Night of Champions -- | Adela Friedmansky | -- Non svolto --   |
| 2003 | -- Night of Champions -- | -- Night of Champions -- | Adela Friedmansky | Davana Medina      |
| 2004 | -- Night of Champions -- | -- Night of Champions -- | Julie Palmer      | Davana Medina      |
| 2005 | Darrem Charles           | Rosemary Jennings        | Kim Klein         | Davana Medina      |
| 2006 | Phil Heath               | -- Non svolto --         | Julie Childs      | Jessica Paxson     |
| 2007 | Branch Warren            | -- Non svolto --         | Tracey Greenwood  | Ziville Raudoniene |
| 2008 | Kai Greene               | Cathy LeFrancois         | Heidi Fletcher    | -- Non svolto --   |
| 2009 | Evan Centopani           | Cathy LeFrancois         |                   |                    |
| 2010 | Roelly Winklaar          | Cathy LeFrancois         |                   |                    |
| 2011 | Kai Greene               |                          |                   |                    |
| 2012 | Cedric McMillan          |                          |                   |                    |
| 2013 | Mamdouh Elssbiay         |                          |                   |                    |
| 2014 | Mamdouh Elssbiay         |                          |                   |                    |
| 2015 | Juan Morel               |                          |                   |                    |
| 2016 | Dexter Jackson           |                          |                   |                    |
| 2017 | Sergio Oliva Jr.         |                          |                   |                    |
| 2018 | Nathan DeAsha            |                          |                   |                    |
| 2019 | Juan Morel               |                          |                   |                    |
| 2020 | Iain Valliere            |                          |                   |                    |
| 2021 | Nicholas Walker          |                          |                   |                    |
| 2022 | Blessing Awodibu         |                          |                   |                    |
| 2023 | Tonio Burton             |                          |                   |                    |
| 2024 | Nicholas Walker          |                          |                   |                    |
| 2025 | Nicholas Walker          |                          |                   |                    |